# بيل غان
بيل غان (بالإنجليزية: Bill Gunn)‏ هو سياسي أسترالي، ولد في 22 يونيو 1920 في أستراليا، وتوفي في 21 سبتمبر 2001 في أستراليا. حزبياً، نشط في الحزب الوطني الأسترالي. وقد انتخب Deputy Premier of Queensland ‏ وانتخب عضو المجلس التشريعي ولاية كوينزلاند.